# 小紫公也
小紫 公也（こむらさき きみや）は、日本の工学者。東京大学大学院教授。専門は宇宙推進システム開発に必要な各種の先端的エネルギー変換工学、及びプラズマ流、極超音速流、高エンタルピー流の計測・制御と、これらに関連した数値流体力学解析。具体的には、ビームエネルギー推進（レーザー及びマイクロ波推進）の研究や、それに関連したレーザー及びマイクロ波によるワイヤレスエネルギー伝送・変換システム（非接触電力伝送）の理論的基礎研究、電気推進機の研究を行っている。日本航空宇宙学会、日本レーザー学会、プラズマ応用科学会、アメリカ航空宇宙学会などに所属。

## 略歴
- 1983年3月 - 開成高校卒業
- 1992年3月 - 東京大学大学院工学系研究科航空宇宙工学専攻修了、博士（工学）
  - 4月 - 名古屋大学大学院工学研究科航空宇宙工学専攻助手
- 1995年4月 - 名古屋大学大学院工学研究科航空宇宙工学専攻講師
- 1996年3月-8月 - ミネソタ大学機械航空宇宙工学専攻客員研究員
- 1998年4月 - 東京大学大学院工学系研究科航空宇宙工学専攻助教授
- 1999年4月 - 東京大学大学院新領域創成科学研究科先端エネルギー工学専攻助教授
- 2000年3月-12月 - シュトゥットガルト大学宇宙航行システム研究所客員研究員
- 2009年3月 - 東京大学大学院新領域創成科学研究科先端エネルギー工学専攻教授
- 2009年4月-2010年 - JAXA宇宙科学研究本部客員教授

## 監修
- U.H.O.フューチャーレスキュー2061

## テレビ出演
- 夢の扉 〜NEXT DOOR〜（TBSテレビ） - 2010年3月21日放送「次世代ロケットを実現したい」[1]